# Ecco ridente in cielo
„Ecco ridente in cielo” este o cavatină din opera lui Gioachino Rossini din 1816 Bărbierul din Sevilla, cântată la începutul actului I de tenorul contele Almaviva, deghizat în bietul student Lindoro.

## Istoric
Această cavatină fiind prima arie a unui tenor, Rossini alege deci o piesă capabilă să sublinieze de la bun început calitățile vocale ale cântărețului. Cu toate acestea, în seara premierei, 20 februarie 1816, interpretul rolului, tenorul de origine spaniolă Manuel Garcia a obținut de la tânărul compozitor care încă nu împlinise 24 de ani, înlocuirea acestei arii cu o piesă muzicală spaniolă, pe care o interpretează la chitară, iar cu acțiunea care se desfășoară în Sevilla, aceasta adaugă un colorit local. Din păcate, într-o sală în mare parte ostilă lui Rossini, un public nemulțumit îl urmărește pe Garcia acordându-și chitara live, lucru care nu s-a mai făcut până atunci. În timpul interpretării piesei sale, una dintre corzile instrumentului se rupe și tenorul o înlocuiește pe scenă, sub fluierele sălii. Confruntat cu un astfel de fiasco, a doua zi Rossini impune cavatina compusă de el, pe care o auzim și astăzi. Cu toate acestea, această piesă nu este nimic mai puțin decât un împrumut de la opera Aureliano în Palmira, creată în 1813.

## Libret
Ecco ridente in cielo

spunta la bella aurora,

e tu non sorgi ancora

e puoi dormir così?

Sorgi, mia dolce speme,

vieni bell'idol mio,

rendi men crudo, oh Dio,

lo stral che mi feri.

Oh sorte! già veggo

quel caro sembiante,

quest'anima amante

ottenne pietà!

Oh, istante d'amore!

Felice momento! 

## Interpretări celebre
- Manuel Garcia, la a doua reprezentzație a operei, după dezamăgirile cunoscute la prima.
- Nicolai Gedda Suedia
- Ugo Benelli Italia
- Ramón Vargas Mexic
- Giuseppe Di Stefano (Italia)
- Juan Diego Flórez (Peru)